# Luang Namtha Airport
Luang Namtha Airport är en flygplats i Laos.   Den ligger i provinsen Luang Namtha, i den nordvästra delen av landet, 400 km norr om huvudstaden Vientiane. Luang Namtha Airport ligger 549 meter över havet.
Terrängen runt Luang Namtha Airport är huvudsakligen kuperad, men den allra närmaste omgivningen är platt. Luang Namtha Airport ligger nere i en dal. Runt Luang Namtha Airport är det glesbefolkat, med 14 invånare per kvadratkilometer. Närmaste större samhälle är Louang Namtha, 2,1 km söder om Luang Namtha Airport. I omgivningarna runt Luang Namtha Airport växer i huvudsak städsegrön lövskog.